# Jemimah Kariuki
Jemimah Kariuki é uma médica queniana especializada em medicina preventiva, e saúde materno-infantil. Durante a pandemia de COVID19, ela organizou um serviço de ambulância que possibilitou o acesso de grávidas aos cuidados de maternidade. Ela foi listada como uma das 100 mulheres da BBC em 2020.

## Carreira
Kariuki é médica residente de obstetrícia e ginecologia no Hospital Nacional Kenyatta da Universidade de Nairóbi.  Ela é a fundadora do Peace Club, iniciado em resposta à violência pós-eleitoral em 2007, e do Public Health Club, dedicado à prevenção e conscientização sobre o câncer cervical. 
Durante a pandemia de COVID19 no Quênia, como médica de maternidade, ela notou um declínio acentuado de pacientes maternos, mas um aumento de complicações, principalmente durante o toque de recolher.   O Quênia é um dos países com as maiores taxas de mortalidade de mães e filhos, que o toque de recolher aumentou, segundo especialistas.  Kariuki percebeu que o acesso aos cuidados de saúde estava atrasado devido às opções limitadas de transporte.  Inicialmente, ela usou a plataforma de mídia social Twitter para pedir apoio de organizações governamentais e empresas privadas para transportar os futuros pais para o hospital.  Essa ideia deu origem ao Wheels for Life (Rodas pela Vida, em tradução literal), um serviço de ambulância gratuito. 

## Prêmios
Em 23 de novembro de 2020, Kariuki figurou na lista da BBC das 100 mulheres mais influentes do ano . 
25 de maio de 2021 - Prêmio da Diretora-Geral da OMS para Saúde Global 2021 em reconhecimento à sua contribuição para o avanço da saúde global.